# El siglo de las luces (película)
El siglo de las luces es una película dramática cubana basada en la obra homónima del escritor cubano Alejo Carpentier. Fue estrenada en 1992 y dirigida por Humberto Solás.

## Sinopsis
La repercusión de la Revolución Francesa en el Caribe. La relación de Victor Hughes, revolucionario francés, con tres jóvenes de una familia cubana que bajo su influencia, asumen las ideas del iluminismo.

## Palmarés cinematográfico
- Premio a la Mejor Fotografía y a la Dirección Artística, Festival Internacional de Cine de Gramado, Brasil, 1993.
- Premio Pitirre a la Mejor Película en el Festival Cinemafest, de San Juan, Puerto Rico, 1993.
- Mención Especial del Jurado. Festival Iberoamericano de Cine, Huelva, España, 1993.